# Elgin
Elgin (en escocés: Ailgin, en gaélico: Eilginn) es una antigua ciudad catedralicia y antiguo Burgo Real en el área de Moray, Escocia, Reino Unido. La ciudad se creó al sur del río Lossie, en una zona elevada. Elgin es documentada por primera vez en el Capítulo de Moray en 1190. Fue denominada Burgo Real en el siglo XII por el rey David I de Escocia.

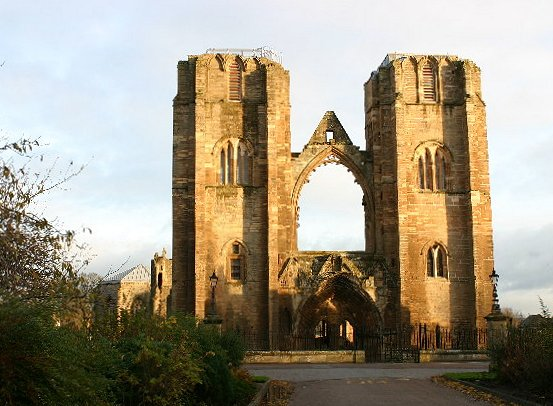
Vista de la catedral de Elgin

- Datos: Q841074
- Multimedia: Elgin, Moray / Q841074